# Tijger (astrologie)
De tijger is het derde dier in de twaalfjaarlijkse cyclus van de Chinese dierenriem volgens de Chinese kalender.

## Jaar van de tijger
Onderstaande jaren zijn jaren die in het teken van de tijger staan. Let op: de Chinese maankalender loopt niet gelijk met de gregoriaanse kalender – het Chinees Nieuwjaar valt in januari of februari. Voor de jaren volgens de gregoriaanse kalender moet daarom bij onderstaande jaartallen 1 worden opgeteld.
1902 - 1914 - 1926 - 1938 - 1950 - 1962 - 1974 - 1986 - 1998 - 2010 - 2022 - 2034 - 2046

## Andere kenmerken van de tijger
| Rang dierenriem                        | 3e              |
| Uren                                   | 3.00 - 5.00 uur |
| Windrichting                           | noordoost       |
| Seizoen en maand                       | herfst, oktober |
| Kleur                                  | groen           |
| Parallel (niet identiek) westers teken | Waterman        |
| Polariteit                             | Yang            |